# Фонтан «Андромеда»

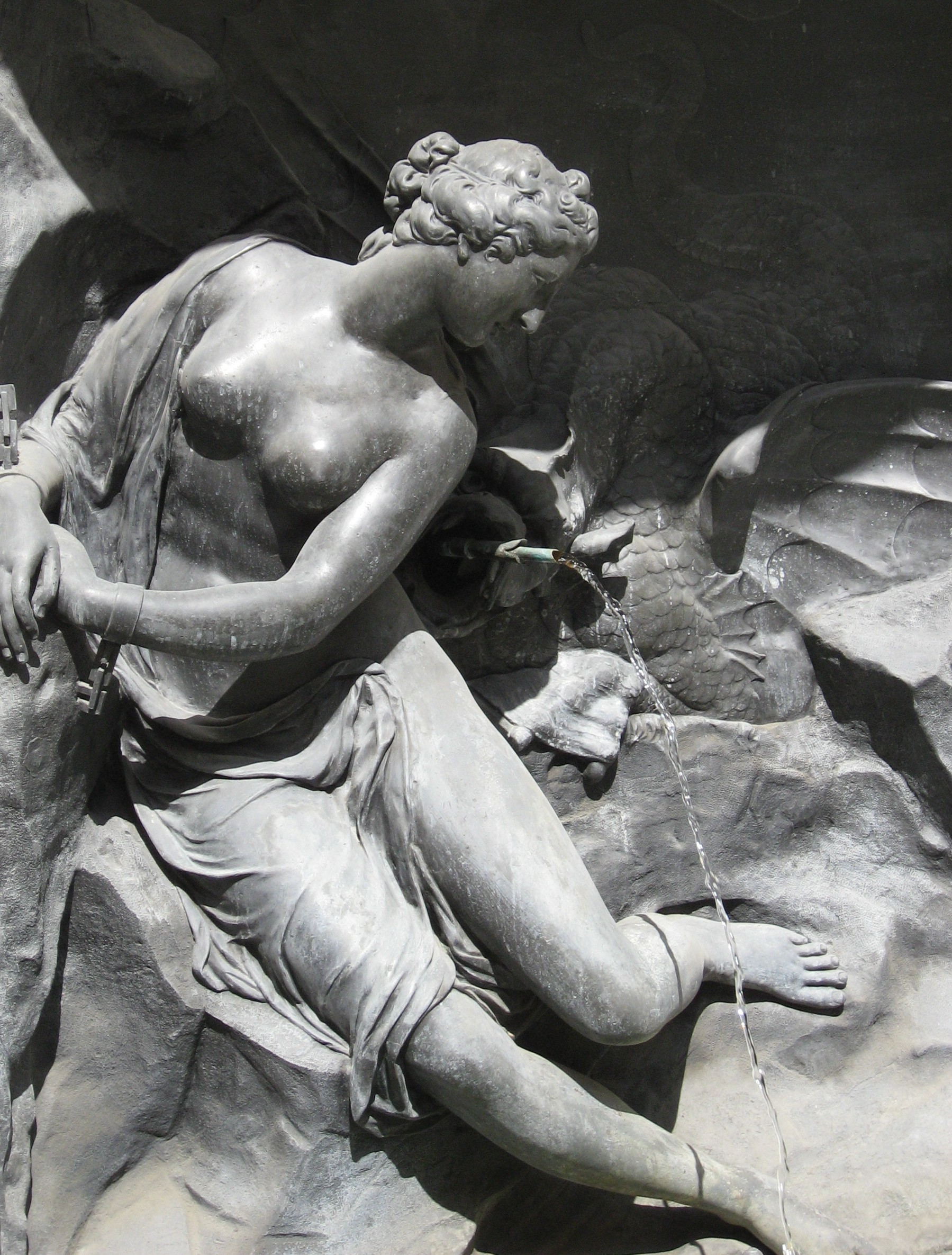
Фонтан «Андромеда», фрагмент

 Фонтан «Андромеда» — невеликий фонтан 18 ст. з металевим рельєфом у дворі Старої ратуші міста Відень. Його автор — скульптор Георг Доннер
Скульптор був майстром ливарної справи і добре працював з металом. Найбільш легким в обробці та в виливанні був свинець. Саме його і використовували для швидкого створення скульптур на початку 18 століття, бо ще не знали про його шкідливу дію на здоров'я людини.

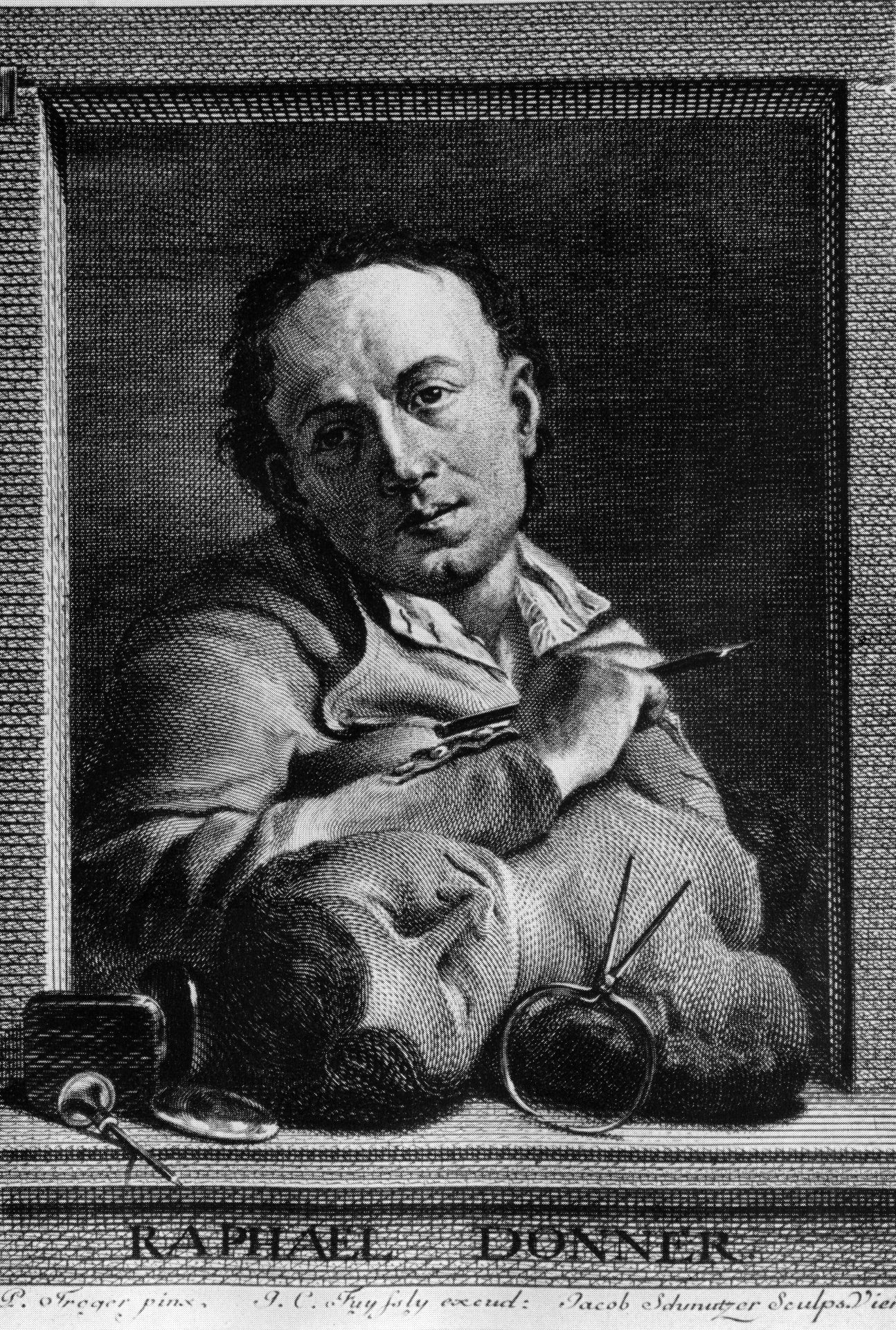
Портрет Георга Рафаеля Доннера, гравер Пауль Трогер.

Георг Доннер вивчав ливарну справу у місті Мюнхен, під час свого перебування там у 1710 р. До творів раннього періоду творчості майстра належить і скульптура Меркурія з амуром, теж виготовлена зі свинцю. Поступово майстер опановував і інженерні навички, необхідні для створення камерних фонтанів. Доннер міг бачити фонтан роботи скульптора Адріана де Вріса у Дрездені, який зачіпав допитливого майстра, схильного до самоосвіти та самовдосконалення. Доннер не був в Італії, бо на життєвому шляху юнака не було багатого мецената, що надав би йому грошей і можливість навчатися в країні, яку вважали батьківщиною європейських мистецтв.
Фонтан «Андромеда» — плаский рельєф з невеликим струмком води, вбудований у фасадну стіну Старої ратуші. Андромеда, прикута до скелі — алегорія Австрії, що волає позбавлення від турецької навали. Тема була актуальною через постійні військові дії в Південній Європі, які вимушено вела Австрійська імперія у той час з Османською Портою.